# Směrné číslo
Směrné číslo (v angličtině Guide number – GN) je veličina, popisující světelný výkon fotografického blesku. Udává (maximální) vzdálenost v metrech, na níž by blesk (nastavený na plný výkon) dostatečně osvítil scénu, snímanou objektivem o clonovém čísle 1 při citlivosti ISO 100 (21 DIN). Tato vzdálenost se nazývá dosah blesku.
Směrné číslo je konstantní pro každý typ blesku, ale u blesků s měnitelným vyzařovacím úhlem (zoom) bývá různé pro různé úhly (pro vyšší ohniskové vzdálenosti je větší, protože je vyzařované světlo koncentrováno do menšího prostoru). Dosah blesku se také snižuje použitím různých difuzorů nebo použitím k nepřímému osvětlení.

## Směrné číslo blesku při stanovení expozice
Například použití blesku s dvojnásobným směrným číslem znamená, že můžeme předmět při stejném nastavení exponovat z dvojnásobné vzdálenosti, nebo na stejnou vzdálenost může být použita čtvrtinová citlivost. Každé zdvojnásobení směrného čísla blesku pro výrobce znamená čtyřnásobení jeho světeleného výkonu, obdobně blesk (stejné konstrukce/úhlu atd.) s dvojnásobným světelným výkonem dostává {\displaystyle {\sqrt {2}}} krát větší směrné číslo. Je to proto, že nasvícená plocha se zvyšuje se čtvercem vzdálenosti.
Například fotoaparát s bleskem o GN 43 a objektivem zacloněným na f/2,8 při citlivosti ISO 800 má dosah: 43 / 2,8 * (800/100)1/2 = 43,4 metru. Při použití stejného blesku s výkonem nastaveným na 1/16 - 1 EV s difuzérem, který bere další 1 EV, a objektivu se světelností f/2,8, zacloněném na f/5,6 při ISO 400 je dosah blesku: 43 / 5,6 * (1/16)1/2 * (1/2)1/2  * (400/100)1/2 = 2,7 metru.

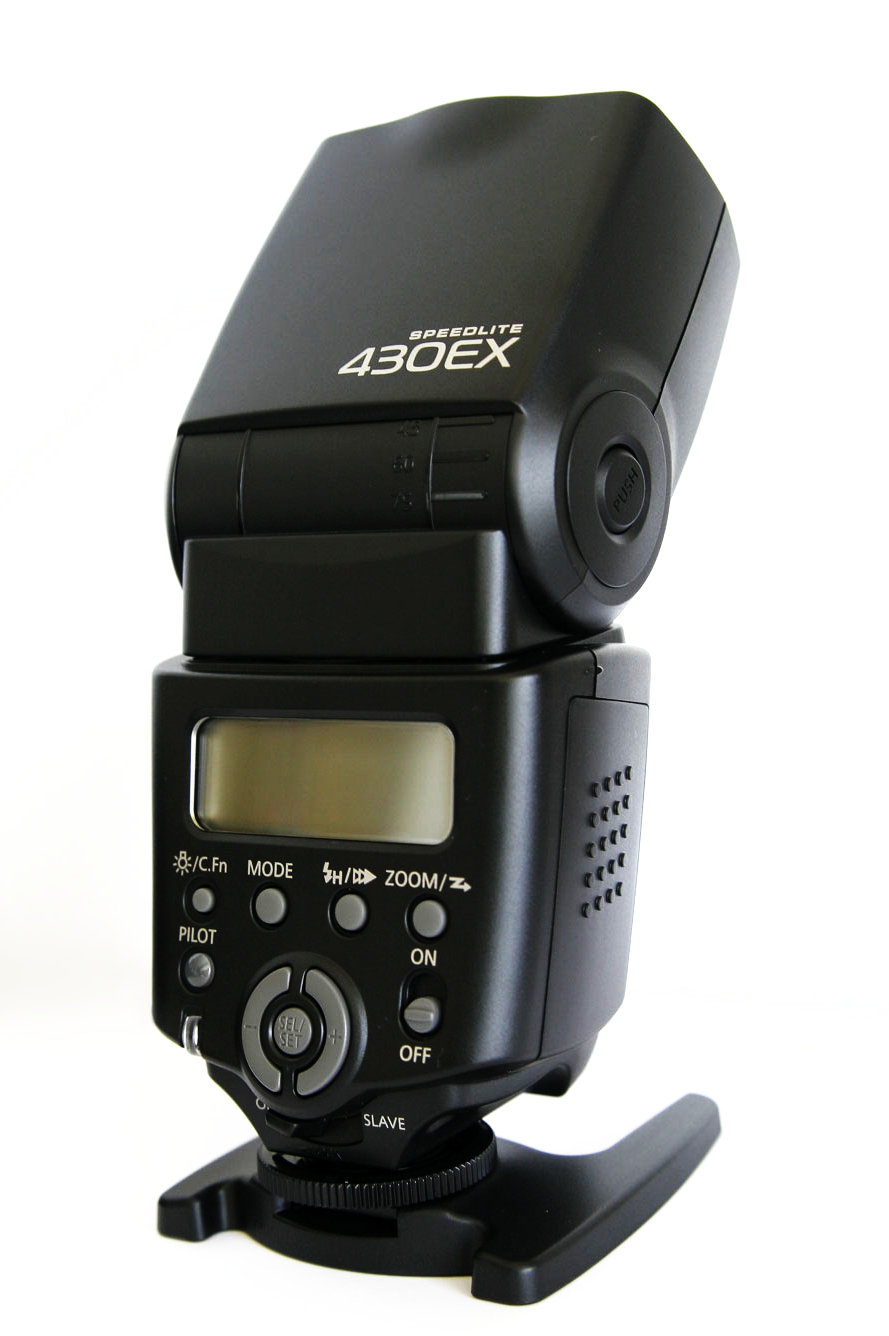
Například Canon Speedlite 430EX II má směrné číslo 43.
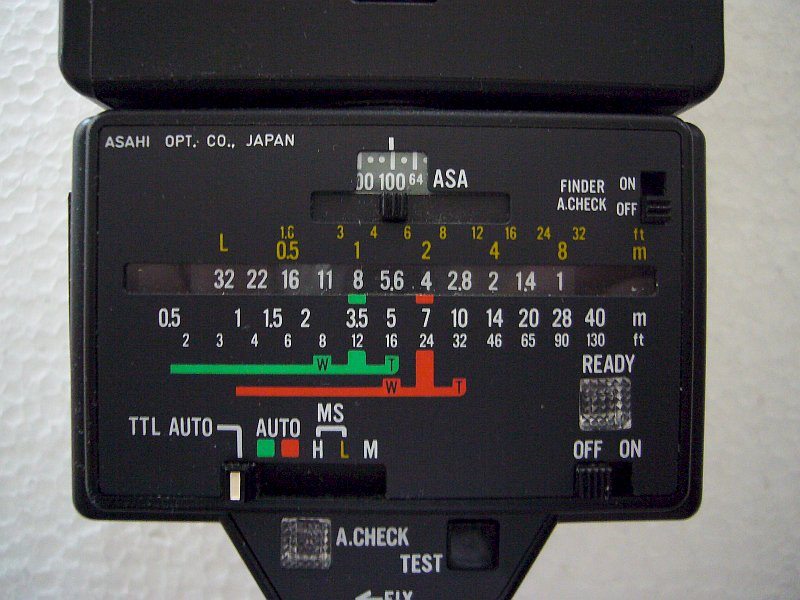
Blesk Pentax AF-280T s ovládacími prvky usnadňující nastavení dosahu blesku.